# Solenoptera fraudulenta
Solenoptera fraudulenta là một loài bọ cánh cứng trong họ Cerambycidae.